# Бил Волтон
Вилијам Теодор Волтон III (енгл. William Theodore Walton III; Ла Меса, Калифорнија, 5. новембар 1952 — Сан Дијего, Калифорнија, 27. мај 2024) био је амерички кошаркаш. Играо је на позицији центра.
Остварио је значајан успех у НБА лиги, два пута је био шампион и једном је проглашен за најкориснијег играча. Професионалну каријеру је окончао 1987, након вишеструких повреда стопала. Волтон је примљен у Кошаркашку кућу славних 10. маја 1993. године.
Његов син Лук Волтон је такође био кошаркаш, а касније је постао и кошаркашки тренер.

## Успеси

### Клупски
- Портланд трејлблејзерси:
  - НБА (1): 1976/77.
- Бостон селтикси:
  - НБА (1): 1985/86.

### Појединачни
- Најкориснији играч НБА (1): 1977/78.
- Најкориснији играч НБА финала (1): 1976/77.
- НБА Ол-стар меч (2): 1977, 1978.
- Идеални тим НБА — прва постава (1): 1977/78.
- Идеални тим НБА — друга постава (1): 1976/77.
- Идеални одбрамбени тим НБА — прва постава (1): 1976/77, 1977/78.
- Шести играч године НБА (1): 1985/86.